# Коровин, Степан Михайлович
Степа́н Миха́йлович Коро́вин (или Коро́вьин; ок. 1700, Симбирск — 14 (03) октября 1742, С.-Петербург) — русский переводчик, гравёр.

## Биография
Единственный сын симбирского помещика. Получил начальное образование в Симбирске. В 1709 году отдан отцом в «свободную слободскую немецкую школу» в Москве.
Вместе с Кабинетом Петра I участвовал в путешествии царя в Европу, начавшемся в 1716 году. В ходе путешествия оставлен Петром Великим вместе с арапом Абрамом Ганнибалом и Гаврилой Розановым в Париже «для науки стата французского и грыдоровального художества». Икусству гравюры в Париже учился, предположительно, либо у Лармессена, либо у Симоно, либо у Бакуа. Вернувшись в 1722 году в Россию определён гравёром при московской типографии, причём, помимо прочего, резал на меди чертежи архитектора М. Г. Земцова с императорских дворцов в Петергофе, Стрельне и Ревеле (ныне — Таллин) и гравировал, вместе с А. Ростовцевым, изображение «каструм долистри», где покоилось тело умершего Петра.
В «Кратком описании комментариев Санкт-Петербургской академии наук» 1726 года Коровин перевёл с французского «Примечания на наблюдения затмения первого спутника Юпитера» Карона. В 1728 году перевёл речь Ж.-H. Делиля о вращении Земли и системе миров. За разрешением напечатать её в изданиях академии Шумахер обращался к Блюментросту, находя, однако, что окончательное решение вопроса должно принадлежать Синоду. Этот перевод остался ненапечатанным. Кроме того, Коровин перевёл с И. Горлецким «Описание о Японе» Ф. Карона (СПб., 1734 и 1768). Здесь он[кто?] назван «синбереником».
В 1730 году Коровин уволен из Академии. После этого 7 лет служил контролером в Нарвской портовой таможне.